# Борба за инвеститура
Борбата за инвеститура или Спорът за даване на пълномощия е най-значителният конфликт между католическата църква и светската власт в средновековна Европа. Това е конфликт между папския престол и европейските владетели в последната четвърт на XI век и първата четвърт на XII век. Най-изразен е конфликтът в Свещената Римска империя. От формална юридическа гледна точка се състои в борбата за правото да се назначават епископите и абатите, но в по-широк политически план е борба за върховенството на властта в империята. Продължилото около петдесет години противопоставяне съществено отслабва върховната власт на императорите от Салическата династия и увеличава значително властта на великите князе и висшите духовници. Конфликтът нанася удар на държавата, от който тя не успява да се оправи до XIX век.
Тъй като не може да има двувластие на върха на политическата власт, спорът за това кой да назначава епископите се превръща в истинска война между папата и императора. Папите от втората половина на XI век оспорват правото на императора да се намесва в духовните въпроси. Проблемът с инвеститурата е най-остър в германските земи, където все още е запазена системата на управление на Отоните и духовниците са част от държавната администрация:с. 57 – 8.
По време на управлението на император Хайнрих IV се заражда Клюнийското движение, по името на манастира Клюни във Френска Бургундия. В очакване на 1000-ната година монасите предприемат радикални реформи за повишаване на морала и регламентация в отношенията на църквата и светската власт. Папата е признат за най-висш арбитър по отношение на духовните и светските дела. Осъжда се симонията (купуването на църковни длъжности), прокламира се спазването на целибата (обет за безбрачие). През 1073 г. най-изявеният представител на реформаторското движение Хилдебранд е избран за нов папа Григорий VII. Той поставя две цели на понтификата си: 1. Пълно подчинение на светската власт от църквата и 2. укрепване и строга дисциплина на духовенството под неограничената власт на папата. Поставя се началото на „Папския диктат“, според който папата е божи наместник на земята и европейските монарси са длъжни да му дават васална клетва.
Спорът се води най-остро между папа Григорий VII и немските императори Хайнрих III и Хайнрих IV. Духовната инвеститура започва да се дава от император Хайнрих III, като получаването на земя и влизането във власт става изцяло благодарение на императора. Така императорът може да наложи вето върху избора на архиепископ, като не му даде инвеститура. Противопоставяйки се на тази практика, папата отлъчва Хайнрих IV от църквата през 1076 г. във Вормс и отменя васалните клетви за вярност, дадени му от поданиците. Като последица от отлъчването императорът трябва да се откаже от трона. Година по-късно императорът се покайва, анатемата е вдигната и той получава отново титлата си. Неговият син Хайнрих V се опитва да се наложи със сила: той нахлува с войски в Италия, пленява папа Паскалий II и го кара насила да даде благословията си, но веднага след освобождаването си папата я оттегля.
Окончателната победа на папата над светската власт и краят на спора за инвеститурата са през 1122 г. със сключването на Вормския конкордат (съглашение), подписан от император Хайнрих V и папа Каликст II. Според него се налага различна система при избора на епископи в различните части на империята. В Германия епископите се издигат от духовенството, но с решаваща дума на императора, който извършва светската инвеститура, а папата или негов пратеник им дава духовната инвеститура. В останалите европейски страни като Италия и Бургундия, където сблъсъкът на църквата със светската власт не е толкова личен и папството няма толкова силна намеса, борбата има не толкова остър характер. Там изборът на епископ става без прякото участие на императора, който му дава светската инвеститура шест месеца след духовната, като така тя се формализира.
Победата в борбата за инвеститурата осигурява на папите определяща роля в организирането и провеждането на кръстоносните походи.